# Urena armitiana
Urena armitiana är en malvaväxtart som beskrevs av Ferdinand von Mueller. Urena armitiana ingår i släktet Urena och familjen malvaväxter. Utöver nominatformen finns också underarten U. a. spenceri.